# Hybomitra tarandina
Hybomitra tarandina is een vliegensoort uit de familie van de dazen (Tabanidae). De wetenschappelijke naam is gepubliceerd in 1758 door Linnaeus in de tiende editie van Systema naturae.